# Gamasomorpha humicola
Gamasomorpha humicola là một loài nhện trong họ Oonopidae.
Loài này thuộc chi Gamasomorpha. Gamasomorpha humicola được George Newbold Lawrence miêu tả năm 1947.